# Среднее Ладво
Среднее Ладво — озеро на территории Костомукшского городского округа Республики Карелии.

## Общие сведения
Площадь озера — 1 км², площадь водосборного бассейна — 18,8 км². Располагается на высоте 224,0 метров над уровнем моря.
Форма озера лопастная, продолговатая: оно вытянуто с запада на восток. Берега изрезанные, каменисто-песчаные, местами заболоченные.
Через озеро протекает река Ладво, втекающая с правого берега в реку Пирту, которая, в свою очередь, впадает в реку Вуокинйоки. Последняя впадает в реку Судно, которая впадает в озеро Верхнее Куйто.
В озере расположены два небольших безымянных острова.
Севернее озера расположена нежилая деревня Ладвозеро.
Озеро расположено в трёх километрах от Российско-финляндской границы.
Код объекта в государственном водном реестре — 02020000811102000004173.